# 哈維·尼寧格
哈維·哈洛·尼寧格（英語：Harvey Harlow Nininger，1887年1月17日—1986年3月1日）是一位美國隕石學家和教育家，儘管他是自學成才的，但他在20世紀30年代重新激發了人們對隕石科學研究的興趣，並收集了迄今為止最大的隕石個人收藏。

1942年，尼寧格創建了美國隕石博物館，它最初位於亞利桑那州隕石坑附近（1942–1953），然後遷至塞多納（1953–1960）。
尼寧格收藏的一部分在1958年被賣給了大英博物館，其餘的收藏在1960年被賣給亞利桑那州立大學隕石研究中心，該中心在其公共博物館中展示了這些隕石的精選.。

## 歷史
在科羅拉多州丹佛市的期間，尼寧格出版了一本名為《彗星撞地球》的第一版小冊子，該摺頁小冊描述了小行星撞擊地球時，隕石坑是如何形成的。在1942年，哈維·尼寧格將他的家和公司從丹佛搬到了位於亞利桑那州美國66號公路旁的隕石坑天文台。他將這座建築物重新命名為「美國隕石博物館」，並在該地點出版了許多與隕石和隕石坑有關的書籍。他還在隕石坑進行了廣泛的研究，探索撞擊的痕跡，與小行星撞擊和汽化有關的鐵鎳球狀物，以及隕石坑仍然留存的許多特徵，例如半熔化的隕鐵塊與熔化的岩石混合物。尼寧格的發現被彙編並發表在一部開創性的著作《亞利桑那州的隕石坑》（1956年）。尼寧格在1930年代和40年代廣泛採樣和實地考察，極大地促進了科學界接受隕石坑是小行星撞擊形成的想法。
哈維·尼寧格認為該隕石坑應該國有化，並於1948年成功地向美國天文學校請願，要求支持與通過這一項動議。因此，巴林傑家族立即中止了他的勘查權和在隕石坑進一步進行實地考察的工作。時至今日，位於火山口邊緣的私人博物館的任何展示或參考資料中，都忽略尼寧格的貢獻。
哈佛大學的弗萊徹沃森（英語：Fletcher Watson）在他的著作《行星之間》（《Between The Planets》，1941年）寫道：尼寧格發現的隕石佔當時世界上所有隕石的一半。在他的職業生涯中，尼寧格發表了大約162篇科學論文和四本與隕石有關的書籍。
多年來，我在全國各地的學院和大學發表了數百場講座，...在中小學…我在街角、鄉村學校、卡內基音樂廳演講...
這是我經常被介紹為：「發現的隕石比歷史上其他人都多」，的一個原因。

這樣的說法錯過了我生命中的重點。收藏佔據了我的大部分時間和精力，但收藏是一個平台或立足點；在我尋求教育的同時，在我不斷懇求一個有組織的隕石研究計畫時，可以站在上面。
作為一名自學成才、自籌資金的隕石科學家和收藏家，尼寧格的職業生涯是獨一無二的。正如他四十年來所敦促的那樣，他活著看到隕石在地球和太空科學中受到了重視。今天。尼寧格被許多人認為是現代隕石學之父，他回收了今天科學家可以獲得的大部分隕石，並引起了人們的注意，即隕石在地球表面有足夠的數量（濃度），足以引起人們的注意。在尼寧格積極從事隕石搜尋工作之前，許多科學家認為花時間這樣做是愚蠢的。他們認為隕石非常罕見，以至於尋找隕石完全是浪費時間。
1965年，尼寧格和他的妻子捐贈了尼寧格隕石獎，該獎項每年由亞利桑那州立大學隕石研究中心頒發 （页面存档备份，存于）。

## 註解
1. ↑  . Library of Congress.   [November 2, 2020]. （原始内容存档于2023-10-04）.
2. ↑  Center for Meteorite Studies. . Arizona State University.   [November 2, 2020]. （原始内容存档于2013-04-21）.
3. ↑  Nininger, Harvey Harlow. . El Centro, California: Desert Magazine Press. 1942. ASIN B001O84HN8.
4. ↑  Nininger, Harvey Harlow. . New York: P.S. Eriksson. 1972. ISBN 083972229X. OCLC 570546.
5. ↑  Nininger, Harvey Harlow. . Sedona, Arizona: American Meteorite Laboratory. 1956. ISBN 978-0910096027.
6. ↑  Artemieva N.; Pierazzo E. . Meteoritics & Planetary Science. 2010, 44 (1): 25–42. S2CID 54596927. doi:10.1111/j.1945-5100.2009.tb00715.x.
7. ↑  Plotkin, H.; Roy S. Clarke Jr. . Meteoritics & Planetary Science. 2010, 43 (10): 1741–56. doi:10.1111/j.1945-5100.2008.tb00640.x .
8. ↑  Nininger, Find a Falling Star, pp. 100–01.
9. ↑  Nininger, Find a Falling Star, p. 13.

## 外部連結
- American Meteorite Museum postcards, MSS 3668 （页面存档备份，存于） at L. Tom Perry Special Collections, Harold B. Lee Library, Brigham Young University
- Interview transcript, Flagstaff Public Library, 1976
- Nininger Meteorite Award （页面存档备份，存于）
- Center for Meteorite Studies （页面存档备份，存于）
- Biographical sketch, with photos （页面存档备份，存于）
- Nininger Moments （页面存档备份，存于）